# Dipterocarpus condorensis
Dipterocarpus condorensis là một loài thực vật có hoa trong họ Dầu. Loài này được Pierre mô tả khoa học đầu tiên năm 1889.